# C++20
C++20 — версія стандарту ISO/IEC 14882 мови програмування C++. Слідує після C++17. Комітет стандарту C++ почав працювати над C++20 в липні 2017. З технічного боку стандарт було завершено комітетом WG21 до зустрічі в Празі в лютому 2020,  остаточно затверджено 4 вересня 2020 року. Стандарт офіційно опублікований у грудні 2020.
C++20 додає більше нових можливостей ніж C++14 чи C++17.

## Нові можливості мови
- Концепти,[6] з лаконічним синтаксисом[7]
- Модулі[8]
- співпрограми (англ. coroutines)[9]

### Співпрограми
До версії C++20 можливість роботи зі співпрограмами була реалізована на рівні бібліотек, зокрема Boost.Coroutine, Boost.Coroutine2 та іншими. У версії C++20 на рівні мови та компілятора була додана підтримка безстекових співпрограм. Зокрема, були додані нові ключові слова co_return, co_await та co_yield, але підтримка співпрограм у стандартній бібліотеці була мінімальна, стандарт радше визначив каркас для роботи зі співпрограмами. Тому, для зручності розробників, були створені бібліотеки класів для поширених видів співпрограм: cppcoro, libcoro, QCoro, та інші.
Стандартом передбачено, що співпрограма може віддати управління в одному потоці виконання, а бути відновлена — в іншому.
В стандарті C++23 до стандартної бібліотеки був доданий тип generator, який полегшує створення генераторів послідовностей на основі співпрограм сумісних з доданими в стандарті C++20 діапазонами.
Таким чином, генератор послідовності Фібоначчі мовою стандарту C++23 може мати такий вигляд:
```
#include
 
<generator>

#include
 
<ranges>

#include
 
<iostream>

 

std
::
generator
<
int
>
 
fib
()
 
{

    
co_yield
 
0
;

    
auto
 
a
 
=
 
0
;

    
auto
 
b
 
=
 
1
;

    
for
 
(
auto
 
n
 
:
 
std
::
views
::
iota
(
0
))
 
{
  

        
auto
 
next
 
=
 
a
 
+
 
b
;

        
a
 
=
 
b
;

        
b
 
=
 
next
;

        
co_yield
 
next
;

    
}

}

int
 
main
()
 
{

    
for
 
(
auto
 
f
 
:
 
fib
()
 
|
 
std
::
views
::
take
(
10
))
 
{

        
std
::
cout
 
<<
 
f
 
<<
 
" "
;

    
}

}

```

## Нові можливості бібліотеки
- Діапазони (англ. ranges)[14]
- Атомарні розумні вказівники (std::atomic<std::shared_ptr<T>> та std::atomic<std::weak_ptr<T>>)[15][16]

## Нові (і змінені) ключові слова
- новий оператор «зореліт» для тришляхового порівняння: operator <=>
- concept
- char8_t
- тепер explicit може приймати вираз значення якого визначає чи буде явною функція до якої застосовано explicit.[17]
- constinit[18]
- consteval

Пов'язані зі співпрограмами
- co_await
- co_return
- co_yield

Пов'язані з модулями
- import (як ідентифікатори з особливим значенням)
- module (як ідентифікатори з особливим значенням)
- requires
- export (нове значення)

Нові атрибути
- [[likely]]
- [[unlikely]]
- [[no_unique_address]]

## Видалені та заборонені можливості
Видалені можливості:
- Заголовкові файли породжені від заголовкових файлів C <ccomplex>, <ciso646>, <cstdalign>, <cstdbool> і <ctgmath>, так як немає сенсу їх використовувати в C++. Відповідні <*.h> все ще підтримуються для сумістності з C.
- Використання throw() для позначення динамічної специфікації виключень функцій.
- Деякі можливості бібліотеки які раніше були заборонені тепер видалені: std::uncaught_exception, std::raw_storage_iterator, std::is_literal_type, std::is_literal_type_v, std::result_of і std::result_of_t.

Заборонені можливості:
- використання оператора коми в виразах для індексів[21]
- (більшість з) volatile[22]

## Можливості опубліковані як технічні специфікації
- Паралелізм ТС v2[23] (включаючи блоки задач[24])
- Рефлексія ТС v1[25]
- Мережеві розширення ТС v1[26]

## Зміни відкладені до наступних стандартів
- Контракти — утворено нову робочу групу (SG21) для роботи над новою пропозицією[27]
- Рефлексія[28][29]
- Метакласи[30]
- Виконавці[31]
- Мережеві розширення,[32][33] включаючи async, базові I/O служби, таймери, буфери і буферо-орієнтовані потоки, сокети і Інтернет протоколи (заблоковані виконавцями)
- Властивості[34]
- Розширення для future[35]

## Історія розвитку стандарту

### липень 2017
Наступне було проголосовано для включення в чорновик стандарту C++20 в липні 2017:
- Концепти.[6]
- Іменована ініціалізація[37] (базується на можливостях C99)

```
struct
 
A
 
{
 
int
 
x
;
 
int
 
y
;
 
int
 
z
;
 
};

A
 
a
{.
y
 
=
 
2
,
 
.
x
 
=
 
1
};
 
// помилка; порядок ініціалізаторів не відповідає порядку в означені

A
 
b
{.
x
 
=
 
1
,
 
.
z
 
=
 
2
};
 
// добре, b.y ініціалізоване в 0

```

- [=, this] захоплення лямбди[38]
- Шаблонний список параметрів лямбди[39]
- std::make_shared і std::allocate_shared для масивів[40]

### листопад 2017 (Альбукерке)
- тришляхове порівняння використовуючи оператор-зореліт, <=>
- ініціалізація додаткової змінної всередині діапазонного for[41]

```
for
 
(
T
 
thing
 
=
 
foo
();
 
auto
&
 
x
 
:
 
thing
.
items
())
 
{
 
/* ... */
 
}
 
// Добре

```

- лямбди в необчислюваних контекстах (наприклад, в decltype)[42][43]
- конструйовні за замовчанням і з можливістю присвоювання лямбди без стану.[42][44] Це робить лямбди без стану більше схожими на функціональні об'єкти
- дозволити розкриття паку в ініціалізаційному захоплені лямбди[42][45], як-от [args=std::move(args)...]() -> ...
- рядкові літерали як параметри не типи шаблонів[42][46]
- атомарні вказівники (такі як std::atomic<shared_ptr<T>> і std::atomic<weak_ptr<T>>)[47]
- std::to_address переводить вказівник, в тому числі розумний, в сирий вказівник[48]

### березень 2018 (Джексонвіль)
- в деяких ситуаціях прибирає потребу в typename[49]
- нові стандартні атрибути [[no_unique_address]],[50] [[likely]] і [[unlikely]][51]
- доповнення до календаря і часових поясів у <chrono>[52]
- std::span, надає вид на масив (аналогічний до std::string_view, але span не тільки для читання).[53] Зазвичай втілюється за допомогою вказівника на початок і розміру.
- заголовковий файл <version> [54]

### червень 2018 (Раперсвіль)
Зміни, що їх було внесено в робочу чернетку C++20 під час літньої зустрічі в червні 2018 в Раперсвілі включають:
- контракти було відкладено до пізніших стандартів[56]
- макроси тестування наявності функціональності[57]. Наприклад, __cpp_lib_coroutine, __cpp_concepts
- побітове перетворення представлень об'єктів менш багатослівне ніж memcpy() і придатніше для використання внутрішніх можливостей компілятора[58]. Див. std::bit_cast
- умовний explicit, що дозволяє модифікатору залежати від логічного виразу[59]

```
template
<
class
 
T
>
 
struct
 
wrapper
 
{
 

  
template
<
class
 
U
>
 
explicit
(
!
std
::
is_convertible_v
<
U
,
 
T
>
)
 
wrapper
(
U
 
const
&
 
u
)
 
:
 
t_
(
u
)
 
{}
 

  
T
 
t_
;
 

};

```

- constexpr віртуальні функції[60]

### лютий 2019 (Кона)
- Coroutines[61]
- Модулі.[62] Уже підтримуються Clang 5[63] та Visual Studio 2015 Update 1

### липень 2019 (Кельн)
Зміни внесені до робочої чернетки C++20 під час літньої зустрічі в липні 2019 [Архівовано 24 листопада 2019 у Wayback Machine.] (Кельн) включають:
- контракти було виключено (дивись зміни відкладені до наступних стандартів)[67]
- використання оператора коми в виразах для індексів було позначено небажаним[21]

```
    
a
[
b
,
c
];
   
// небажано

    
a
[(
b
,
c
)];
 
// прийнятно

```

- (більшість з) volatile було позначено небажаними[22]
- доповнення для constexpr (трівіальна ініціалізація за замовчанням,[68] дозволяє вбудований асемблер у випадках, коли він не обчилюється під час компіляції[69])